# Robert Janssen
Robert H. C. Janssen (* 22. Mai 1931 in Delft; † 23. März 2019 in Oegstgeest) war ein niederländischer klinischer Psychologe und Indologe.

## Wirken
Robert Janssen war ordentlicher Professor für klinische Psychologie und Persönlichkeitspsychologie an der Freien Universität Amsterdam. Er veröffentlichte zahlreiche Schriften zu Themen der Psychotherapie, in denen er auch auf das Verhältnis der buddhistischen Philosophie zu psychologischen und therapeutischen Problemen einging. Nach seiner Emeritierung studierte er Indologie an der Universität Leiden. Nach Abschluss seiner Studien unternahm er es gemeinsam mit dem Indologen Jan de Breet, den Pali-Kanon in die niederländische Sprache zu übersetzen. Für dieses Übersetzungswerk wurde Robert Janssen von Königin Beatrix (Niederlande) zum Ritter des Ordens von Oranien-Nassau ernannt.
Janssen lieferte basierend auf Erkenntnissen von Mircea Eliade auch Beiträge zum Verständnis der inneren Zusammenhänge von Schamanismus, Yoga und Buddhismus.
Robert Janssen war ein Schüler von Lama Anagarika Govinda, der ihn zum Leiter seines Ordens Arya Maitreya Mandala in den Niederlanden ernannte.

## Schriften
- Compendium van de psychologie. Muiderberg 1986
- Boeddhisme en psychologie. Amsterdam 1977
- Boeddhisme en psychotherapie. Amsterdam 1997
- De verzameling van lange leerredes. Vertaald uit het Pali, ingeleid en van aantekeningen voorzien. Rotterdam: Asoka 2001 ISBN 978-90-5670-061-4
- De verzameling van korte teksten 1. Sutta-Nipata & Dhammapada. Rotterdam: Asoka 2011, ISBN 978-90-5670-083-6; 2. Khuddaka-Patha, Udana, Itivuttaka, Cariyapitika. Rotterdam: Asoka 2007, ISBN 978-90-5670-088-1
- De verzameling van middellange leerredes 1. Suttas 1–50. Rotterdam: Asoka 2004, ISBN 978-90-5670-096-6; 2. Suttas 51–100. Rotterdam: Asoka 2004, ISBN 978-90-5670-102-4; Suttas 101–152. Rotterdam: Asoka 2005, ISBN 978-90-5670-109-3.
- Aldus sprak de Boeddha. Bloemlezing uit de Pali-canon. 2011, ISBN 978-90-5670-168-0
- De verzameling van thematisch geordende leerredes 1. Het Deel der verzen (Sagatha-Vagga). Rotterdam: Asoka 2010, ISBN 978-90-5670-229-8; 2. Het Deel der oorzaken (Nidana-Vagga). Rotterdam: Asoka 2011, ISBN 978-90-5670-230-4
- De verzameling van thematisch geordende leerredes 3. Het Deel der geledingen (Khandha-Vagga). Rotterdam: Asoka 2012, ISBN 978-90-5670-231-1